# Калеб Мартін
Калеб Лі Мартін (англ. Caleb Lee Martin, нар. 28 вересня 1995 року) – американський професійний баскетболіст, вільний агент, останнім клубом якого був Шарлотт Горнетс з Національної баскетбольної асоціації (НБА). В студентські роки грав за "Невада Вулф Пак". Тренери ліги визнали його гравцем року Гірської західної конференції NCAA сезону 2017–18.

## Шкільна кар'єра
Мартін, легкий форвард з Моксвілла, штат Північна Кароліна, грав у баскетбол за академію "Оук Хілл" з братом-близнюком Коді Мартіном. До гри за Оук Хілл, Калеб та його брат зіграли три сезони в старшій школі графства Деві в Моксвіллі. Він також грав у футбол на першому курсі старшої школи. Вони двоє вступили до університету Північної Кароліни, щоб грати під керівництвом тренера Марка Готфріда.

## Студентська кар'єра
На другому курсі Калеб набирав у середньому 11,5 очок та 4,7 підбирання за гру. Після цього сезону близнюки Мартіни вирішили перейти в Неваду, щоб грати у тренера Еріка Муссельмана.
Пропустивши сезон 2016–17 через правила трансферів NCAA, Мартін отримав право на участь у наступному сезоні. У своєму дебютному сезоні він набирав у середньому 19,5 очок за гру, був визнаний гравцем року Гірської західної конференції за версією тренерів ліги та Новачком року як тренерами, так і ЗМІ ліги. Він ділив нагороду "Гравець року" з Чендлером Хатчісоном, який отримав цю нагороду за версією ЗМІ. Мартін вивів "Вулф Пак" на чемпіонат конференції сезону та в рейтинг Топ-25. Потім він та його брат повели команду до турніру NCAA 2018 року, де вони потрапили до 16 кращих команд після камбеку з двозначного відставання, і перемогли Техас та Цинциннаті. Закінчивши юніорський сезон, Мартін і його брат обидва пройшли тестування на драфт НБА 2018 року і були в тому році в Драфт Комбайні НБА, але в підсумку обидва вирішили повернутися на старший сезон до університету.
Увійшовши в свій старший сезон, Мартін був визнаний передсезонним гравцем року в Гірської західної конференції. У середньому Мартін набирав 19,2 очки, 5,1 підбирання та 2,8 передачі за гру. Він привів Неваду до результату 29-5. Студентська кар'єра Мартіна закінчилась програшем у першому раунді турніру NCAA від Флориди 61-70. Після сезону Мартін був обраний до першої команди All Mountain West разом із товаришем по команді Джорданом Керолайном.

## Професійна кар'єра

### Шарлотт Горнетс (2019 - дотепер)

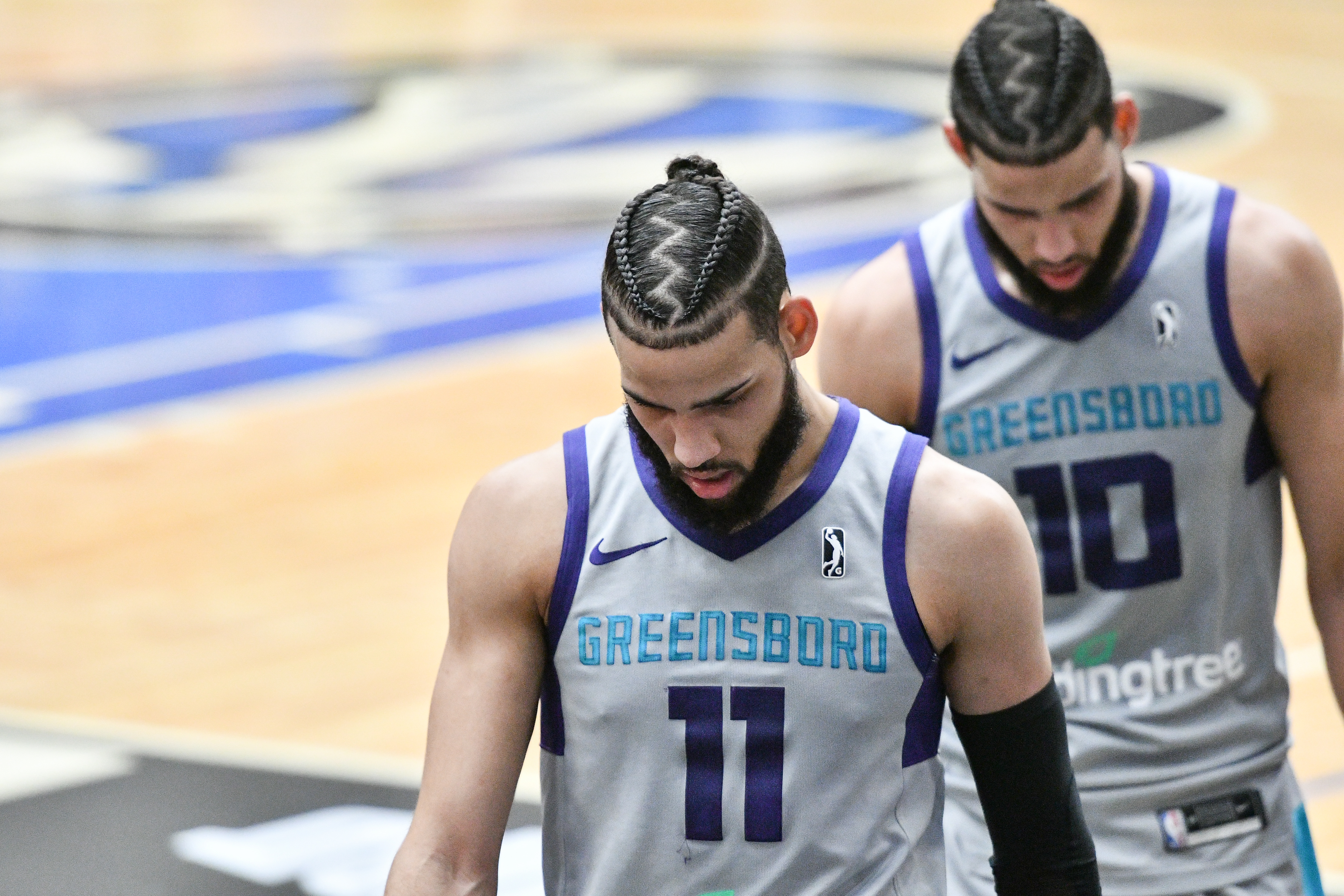
Коді (11 номер) та Калеб (10 номер) Мартіни в 2019 році

31 липня 2019 року Мартін підписав контракт із "Шарлотт Горнетс", після того, як не був обраний на драфті НБА 2019 року. Він приєднався до свого брата Коді, який був обраний командою у другому раунді драфту. 19 жовтня 2019 року Шершні змінили контракт Калеба на двосторонній. Пізніше того ж дня Мартін погодився на багаторічну угоду зі Шершнями і був переведений на стандартну угоду. 25 жовтня 2019 року Калеб дебютував у НБА, вийшовши із лави запасних у програшному матчі проти "Міннесоти Тімбервулвз" із рахунком 99–121 та набрав 4 очки, 2 підбирання, 3 передачі, 2 блок-шоти та перехоплення.
27 листопада 2019 року Мартін отримав своє перше призначення у команду "Горнетс" в G-Лізі НБА, Грінсборо Сворм.
7 серпня 2021 року Мартін був відрахований зі складу Горнетс.

## Статистика

### НБА

#### Регулярний сезон
| Сезон   | Команда | GP | GS | MPG  | FG%  | 3P%  | FT%  | RPG | APG | SPG | BPG | PPG |
| ------- | ------- | -- | -- | ---- | ---- | ---- | ---- | --- | --- | --- | --- | --- |
| 2019–20 | Шарлотт | 18 | 1  | 17.6 | .440 | .541 | .810 | 2.1 | 1.3 | .7  | .4  | 6.2 |
| 2020–21 | Шарлотт | 53 | 3  | 15.4 | .375 | .541 | .641 | 2.7 | 1.3 | .7  | .2  | 5.0 |
| Career  | Career  | 71 | 4  | 16.0 | .391 | .315 | .682 | 2.5 | 1.3 | .8  | .3  | 5.3 |

### Коледж
| Сезон   | Команда           | GP  | GS | MPG  | FG%  | 3P%  | FT%  | RPG | APG | SPG | BPG | PPG  |
| ------- | ----------------- | --- | -- | ---- | ---- | ---- | ---- | --- | --- | --- | --- | ---- |
| 2014–15 | Північна Кароліна | 36  | 1  | 16.6 | .356 | .305 | .695 | 2.9 | .7  | .3  | .3  | 4.8  |
| 2015–16 | Північна Кароліна | 33  | 19 | 30.3 | .389 | .361 | .667 | 4.7 | 1.4 | .9  | .6  | 11.5 |
| 2017–18 | Невада            | 36  | 26 | 33.3 | .454 | .403 | .749 | 5.4 | 2.6 | 1.3 | .6  | 18.9 |
| 2018–19 | Невада            | 34  | 33 | 34.1 | .409 | .338 | .732 | 5.1 | 2.8 | 1.4 | .8  | 19.2 |
| Кар'єра | Кар'єра           | 139 | 79 | 28.5 | .414 | .359 | .725 | 4.5 | 1.9 | 1.0 | .6  | 13.6 |